# اچ‌ام‌اس استار (۱۸۰۵)
اچ‌ام‌اس استار (۱۸۰۵) (به انگلیسی: HMS Starr (1805)) یک کشتی بود که طول آن ۱۰۶ فوت (۳۲٫۳ متر) بود. این کشتی در سال ۱۸۰۵ ساخته شد.